# الجنة المقفلة (رواية)
الجنة المقفلة هي رواية للكاتب والسياسي الفلسطيني عاطف أبو سيف. صدرت الرواية لأول مرة عام 2021 عن دار الأهلية للنشر والتوزيع في عمان، وهي الرواية الثامنة لعاطف أبو سيف، تقع في 215 صفحة، صَمم غلاف الرواية الفنان الفلسطيني زهير أبو شايب، والذي يظهر عليه مخطط بيت جد الكاتب في يافا. تناولت الرواية موضوع الشتات الفلسطيني والذاكرة الجماعية.

## حول الرواية
تدور أحداث الرواية حول العائلة الفلسطينية التي هُجرت من مدينتها، يافا، ولجأت إلى غزة، وبعد ذلك تفرق أفراد هذه العائلة في داخل الوطن وخارجه، ولم يبقى في غزة سوى الأم الأرملة وابنها عبد العزيزالملقب بكابوتشي، والذي يدخل السجن ويترك عائلته عند أمه، وعلى الرغم من ذلك تبقى الأم تحلم بعودة أبناءها لتناول الطعام على مائدة واحدة، حيث أنها كانت في كل عام تُعد الطعام في نفس اليوم الذي اعتادت أن تجتمع فيه العائلة سنوياً، وتُزين المائدة بالشرشف الذي اشترته خصيصاً لهذا اليوم، ثم تموت الأم ويبقى ابنها عبد العزيز ينتظر نفس الحدث، بهذا عمل الكاتب على تسليط الضوء على فكرة اللمة والحلم الفلسطيني في الشتات، وتوارثه من جيل إلى جيل.

## الأسلوب الأدبي
تنقل الروائي بين الماضي والحاضر من خلال السرد مما شكّل تداخل بين النكبة والواقع المعاصر للشخصيات. استخدم الرمزية كرمز الجنة المقفلة التي قصد فيها غزة ويافا التي هي جزء من فلسطين، وطاولة الطعام بشكلها وصورتها ونقوشها، شكلت رمزًا هامًا من رموز بقايا الوطن، والشرشف الذي رمز فيه لأهمية الوجود العائلي. لم يصور الوطن بالطريقة التقليدية للروائيين بالشجر والحجر والبيوت بل صوّره بالأم وجنتها المقفلة.

## زمن الرواية
ركز الروائي على تأثيرات النكبة الفلسطينية عام 1948 على حياة الفلسطينيين في الشتات، ودمج بين الزمن المعاصر والمستقبل المجهول، وعكس في روايته تداخل الذاكرة الفردية والجماعية في الواقع الذي يعيشيه الشعب الفلسطيني في الوطن والشتات.